# Daniela Louis
Daniela Louis (ur. 21 lutego 1978) – szwajcarska kolarka górska, zdobywczyni Pucharu Świata.

## Kariera
Największy sukces w karierze Daniela Louis osiągnęła w sezonie 2005, kiedy zwyciężyła w klasyfikacji maratonu Pucharu Świata. W klasyfikacji tej wyprzedziła bezpośrednio swoją rodaczkę Esther Süss oraz Szwedkę Annę Enocsson. W zawodach pucharowych siedmiokrotnie stawała na podium, przy czym odniosła jedno zwycięstwo, 6 maja 2006 roku w greckiej Nausie. Była także czwarta w klasyfikacji końcowej sezonu 2006, do trzeciej zawodniczki, Włoszki Eleny Giacomuzzi zabrakło jej 60 punktów. Ponadto na mistrzostwach świata w maratonie w Bad Goisern (2004), mistrzostwach świata w Lillehammer (2005) oraz mistrzostwach świata w Oisans (2006) zajmowała szóstą pozycję. Nigdy nie wystąpiła na igrzyskach olimpijskich.